# Adeline Genée
Adeline Genée, née Anina Kirstina Margarete Petra Jensen à Århus, Danemark, le 6 janvier 1878 et décédée à Esher, Surrey, le 23 avril 1970, était une danseuse britannique d'origine danoise.

## Biographie
Adoptée par son oncle Alexandre Genée, elle prend son patronyme et adopte le prénom d'Adeline en hommage à la chanteuse Adelina Patti.
Elle suit des études de danse avec son oncle, maître de ballet à Aix-la-Chapelle, et débute à l'âge de dix ans à Oslo. Après un passage à Berlin, elle interprète à Munich son premier grand rôle, Swanilda dans Coppélia chorégraphiée par son oncle, œuvre sur laquelle elle établira sa carrière.
En 1897, elle accepte un engagement de six semaines pour jouer dans Monte Cristo à l'Empire Theatre dans le West End, à Londres, puis on lui a offre la position de première ballerine à l'Empire et y restee dix ans.
Les ballets de l'Empire sont principalement chorégraphiés par Katti Lanner, mais Genée a fourni une grande partie de sa propre chorégraphie  en collaboration avec son oncle Alexandre.  Ses autres succès sont La Presse (1898), Les Papillons (1900), High Jinks (1904), Cendrillon (1906),  et la première britannique de Coppélia (1906).
Elle s'embarque pour les États-Unis, en novembre 1907, puis tourne en Australie et en Nouvelle-Zélande.
Pendant plusieurs années, Genée alterne entre une saison à Londres et une en Amérique, bien qu'après son mariage avec Frank SN Isitt en 1910, elle réduise progressivement la fréquence de ses apparitions. Sergei Diaghilev l'a vue danser et lui a immédiatement proposé un contrat, mais elle l'a refusé.
Après avoir fait ses adieux à la scène en 1917, elle préside la Royal Academy of Dancing de 1920 à 1954 et est membre fondatrice de la Camargo Society.
Elle a souvent été comparée à Marie Taglioni pour la légèreté de sa danse.
Elle a été faite Dame Adeline Genée en 1950.